# Терешківська сільська рада (Сумський район)
Тере́шківська сільська́ ра́да — колишній орган місцевого самоврядування в Сумському районі Сумської області. Адміністративний центр — село Терешківка.

## Загальні відомості
- Населення ради: 1 050 осіб (станом на 2001 рік)

## Населені пункти
Сільській раді підпорядковані населені пункти:
- с. Терешківка
- с. Буцикове

## Склад ради
Рада складається з 16 депутатів та голови.
- Голова ради: Дахно Олексій Іванович
- Секретар ради: Куценко Людмила Василівна

### Керівний склад попередніх скликань
| Прізвище, ім'я, по батькові | Основні відомості                                                 | Дата обрання | Дата звільнення |
| --------------------------- | ----------------------------------------------------------------- | ------------ | --------------- |
| Руденко Людмила Іванівна    | Сільський голова, 1966 року народження, позапартійна              | 26.03.2006   | 31.10.2010      |
| Дахно Олексій Іванович      | Сільський голова, 1955 року народження, освіта вища, безпартійний | 31.10.2010   |                 |

Примітка: таблиця складена за даними сайту Верховної Ради України